# Bazyli Chmielewski
Bazyli Chmielewski (ur. 13 stycznia 1913, zm. 27 maja 2004) – polski, „Sprawiedliwy wśród Narodów Świata”.

## Życiorys
W trakcie II wojny światowej pochodzący z Rawy Ruskiej Bazyli Chmielewski znalazł się w Tomaszowie Lubelskim. Pracował w niemieckiej firmie budowlanej świadczącej usługi okupacyjnym instytucjom. Był zatrudniony m.in. na lotnisku w Dęblinie, gdzie docierały do niego informacje o obozie zagłady w Bełżcu. W instytucjach współpracował z lokalnymi Żydami: Fredem i Dawidem Postowie, mający młodszą siostrę Klarę. Gdy Niemcy przystąpili do likwidacji getta w Tomaszowie, wybłagali oni u Bazylego możliwość zapewnienia schronienia dla Klary. Chmielewski uległ namowom i ukrył ją u rodziny swojego znajomego (zagorzałego antysemity, co przyczyniło się do odwrócenia podejrzeń) w Skarżysku-Kamiennej, przedstawiając ją jako swoją siostrę. Dzięki jego wsparciu dziewczyna znalazła zatrudnienie w fabryce amunicji, dodatkowo angażując się w działalność konspiracyjną. Oprócz pomocy Klarze, Bazyli udzielił ratunku również innym Żydom zagrożonym przez Niemcom. Dzięki swoim znajomościom wyrobił fałszywe dokumenty dla części Żydów, tak by mogli pracować poza gettem. Ostatecznie, swoich podopiecznych (Graff Herman, Graff Regina, Graff Rachela, Post Fromm, Post Dawid, Post Abish, Klak Abraham, Diller Łazar, Diller Saba, Hoch Mendel, Lewinowa, żona Mojżesza Lewina) ukrył u znajomych w Rawie Ruskiej, w podziemnym bunkrze. Dom ten już wcześniej służył jako punkt szmuglowanej żywności. Wszyscy jego podopieczni przeżyli II wojnę światową.
Bazyli Chmielewski po wojnie zamieszkał w Lublinie. Od 1997 r. był prezesem lubelskiego koła Sprawiedliwych wśród Narodów Świata.
18 października 1995 r. Instytut Jad Waszem uhonorował Bazylego Chmielewskiego medalem „Sprawiedliwy wśród Narodów Świata”.